# Polychares z Messénie
Polychares nebo Polycháres (starořecky Πολυχάρης–Polychares / jiný přepis: Polycháres) byl v roce 764 př. n. l. vítěz olympijských her v běhu na jedno stadium.
Polychares z Messénie zvítězil na 4. starověkých olympijských hrách v běhu na jedno stadium, v jediné disciplíně, v které se na hrách od jejich založení v roce 776 př. n. l. soutěžilo. Hry se o další disciplínu běh na dvě stadia (diaulos) rozšířily v roce 724 př. n. l. Prvním vítězem v běhu na dvě stadia se stal Hypénos z Pisy.
Podle antického autora Pausania byl Polychares zapleten do nepříjemného sporu se Sparťanem Euiafnem, který ho okradl a také mu zabil syna. Když potom ve Spartě odmítli viníka potrestat, z pomsty Polychares zabil několik Sparťanů. Sparťani se po tomto a po předcházejícím incidentu, kdy jim Messénčané zabili krále Telékla, rozhodli vést proti Messénii válku.